# Remèdes à l'amour
Les Remèdes à l'amour (Remedia amoris) est un ouvrage écrit par Ovide en l'an 2 après Jésus-Christ. Dans ce poème de 814 vers, l'auteur explique comment guérir de la passion amoureuse d'abord lorsque l'on est en couple puis lorsqu'on a rompu. Selon Ovide, l'exécution de ces conseils permettra d'éviter le suicide par dépit amoureux.